# Zenna Henderson
Zenna Chlarson Henderson (1 de noviembre de 1917 - 11 de mayo de 1983) fue una maestra de escuela primaria estadounidense y autora de ciencia ficción y fantasía. Su primera historia se publicó en The Magazine of Fantasy & Science Fiction en 1951. Su trabajo se cita como prefeminista, a menudo con mujeres de mediana edad, niños y sus relaciones, pero con roles de género estereotipados. Muchas de sus historias se centran en extraterrestres humanoides llamados "El Pueblo", que tienen poderes especiales. Henderson fue nominada a un premio Hugo en 1959 por su novela Captivity. Los autores de ciencia ficción Lois McMaster Bujold, Orson Scott Card, Connie Willis, Dale Bailey, y Kathy Tyers la han citado como una influencia en su trabajo.

## Biografía
Zena Chlarson (comenzó a usar la ortografía "Zenna" a principios de la década de 1950) nació en 1917 en Tucson, Arizona, hija de Louis Rudolph Chlarson y Emily Vernell Rowley. Era la mayor de cinco hijos. Comenzó a leer ciencia ficción a los 12 años de revistas como Astounding Stories y Amazing Stories, y fantasía de Weird Tales. Citó a Heinlein, Bradbury, Clement y Asimov como sus escritores de ciencia ficción favoritos.
Recibió una licenciatura en artes en la educación, en el Arizona State College, en 1940, y enseñó en la escuela, principalmente en el área de Tucson, sobre todo en primer grado. También enseñó en un "pueblo minero semi-fantasma", en Fort Huachuca, en Francia y Connecticut, así como en un campo de internamiento japonés en Sacaton, Arizona, durante la Segunda Guerra Mundial. Se casó con Richard Harry Henderson en 1943, pero se divorciaron en 1951. En 1955 recibió su Maestría en Artes (MA), también del Arizona State College, y continuó enseñando en la escuela primaria.
Henderson fue una de las primeras 203 autoras de ciencia ficción en publicar en revistas estadounidenses de ciencia ficción entre 1926 y 1960. Nunca usó un seudónimo masculino. En un ensayo sobre el aumento de mujeres autoras de ciencia ficción en 1950, el autor Sam Merwin la mencionó como una prometedora escritora de ciencia ficción.  Su primera historia se publicó en The Magazine of Fantasy & Science Fiction en 1951. Su obra ha sido referida como feminista, pero quizás con mayor precisión se la cita como prefeminista. A algunas críticas feministas no les gustaban los estereotipos de género presentes en su ficción, aunque su trabajo representa a mujeres de mediana edad y ancianas, así como a las relaciones entre mujeres. La historiadora británica Farah Mendlesohn examina cómo Henderson usa roles de género estereotípicos para enfatizar cómo la comunicación femenina conduce a la pacificación. En el relato "Subcomité", la esposa de un general, Serena, se hace amiga de una madre alienígena y su hijo. Al compartir "cosas de mujeres" como cocinar y tejer, Serena descubre que los extraterrestres necesitan sal para continuar con su especie. Después de enterarse de que las negociaciones de paz se están deteriorando, Serena interrumpe una reunión con su revelación y una propuesta de solución. A diferencia de otras películas de ciencia ficción populares de la época, que a menudo se centraban en la guerra con extraterrestres, en el relato "Subcomité" se centra en la resolución de conflictos. Los roles de género de los personajes permitieron el giro final de la trama, pero no fueron el foco de la especulación.
Henderson nació y fue bautizada en la Iglesia de Jesucristo de los Santos de los Últimos Días. Aunque nunca renunció a su membresía, después de su matrimonio, ya no era una mormona que asistía a la iglesia. En la referencia estándar Autores contemporáneos, se identificó como metodista, y según Ciencia ficción y literatura fantástica, Volumen 2, era miembro de la Iglesia Metodista Unida Catalina en Tucson. Durante sus últimos años, asistió a una beca carismática independiente.  Su obra contiene muchos temas cristianos y nombres bíblicos. Muchas de sus historias incluyen The People, extraterrestres que han viajado a la Tierra, que es su tierra prometida. El Pueblo también invoca a Dios como "el Poder, la Presencia y el Nombre".
Zenna Henderson murió de cáncer en 1983 en Tucson, Arizona, y fue enterrada en el cementerio de St. David en St. David, Arizona.

## Obras
La mayoría de las historias de Henderson enfatizan el tema de ser diferente y los peligros que conlleva. A menudo presentan niños o jóvenes. La mayoría son parte de su serie sobre El pueblo (The People), seres humanoides de un planeta lejano que se ven obligados a emigrar a la Tierra cuando su mundo natal es destruido por un desastre natural. Dispersos principalmente por todo el suroeste de Estados Unidos durante su desembarco, antes de 1900, se distinguen por su deseo de preservar su cultura de origen, incluidas sus creencias religiosas y espirituales. Sus habilidades inusuales incluyen telepatía, telequinesis, profecía y curación, a las que llaman "Señales y persuasiones". Las Personas reprimen sus habilidades inusuales mientras intentan integrarse en la vida humana. Las historias se centran en grupos de El pueblo, así como individuos solitarios y aislados, la mayoría de las veces mientras intentan encontrar comunidades y mantener su identidad en un mundo que no los comprende. Este aspecto de la individualidad fue un tema común en la mayor parte de los escritos de Henderson. El crítico del New York Times, Basil Davenport, describió las historias como "inquietantes". Brian W. Aldiss y David Wingrove señalaron que "como un retrato sentimental del extraterrestre [la serie] supera a Clifford D. Simak ". En un libro sobre las primeras escritoras de ciencia ficción, Eric Davin señaló que todas sus historias se centran en "la búsqueda de comunidad y comunicación", un tema que comparten muchas historias de ciencia ficción de mujeres de la época. : 288 Los años de Henderson como maestra de escuela la ayudaron a escribir personajes infantiles creíbles.
Comenzando con "Ararat" (1952), las historias de El Pueblo de Henderson aparecieron en revistas y antologías, así como en la novela Peregrinación, que recoge seis relatos de El pueblo (Pilgrimage: The Book of the People, 1961) y El pueblo: Sin diferencias (The People: No Different Flesh, 1966). Otros volúmenes incluyen The People Collection (1991) e Ingathering: The Complete People Stories (1995).
Un conflicto común en las historias de Henderson es cuando un niño tiene poderes inusuales que un maestro de escuela descubre a través de la observación. En "El último paso", una maestra de niños en una futura colonia marciana toma varias medidas insignificantes para interrumpir un juego de niños con el argumento de que se lo toman demasiado en serio, sin saber que el "juego" de hecho está usando magia simpática para salvar la colonia de una próxima invasión hostil. En "El niño creyente", la joven hija de un trabajador migrante cree con tanta fuerza en una palabra mágica imaginaria que sus poderes se hacen realidad; luego usa sus nuevos poderes para vengarse de sus compañeros de clase abusivos. En comparación con estos, hay cuentos más frecuentes y amables como "La caja de todo" ("The Anything Box,"), en la que una maestra se entera de que una niña infeliz ha descubierto una caja en la que puede ver el deseo de su corazón. Después de luchar con su deseo de robar la Caja de todo para sí misma, la maestra debe instruir a la niña sobre cómo usarla de manera segura sin "perderse" en ella.
Henderson menciona la enfermedad mental en varios cuentos, incluido el trastorno obsesivo-compulsivo en "Barrido y adornado" ("Swept and Garnished") y la agorafobia en "Incident After". En "Uno de ellos" ("One of Them"), los poderes telepáticos latentes de una mujer hacen que pierda su identidad mientras, sin saberlo, sondea las mentes de sus compañeros de trabajo. En "¿Sabes qué, profesor?" ("You Know What, Teacher?") una joven le cuenta a su maestra las infidelidades de su padre y el plan de venganza de su madre.

## Adaptaciones en otros medios
La historia de Henderson "Pottage" se convirtió en la película para televisión de la ABC de 1972 Hogar perdido (The People), con William Shatner, Kim Darby y Diane Varsi. Cuenta la historia de un grupo de extraterrestres humanoides que viven en una comunidad rural aislada en la Tierra. Fue el debut como director de John Korty y fue producido por su antiguo socio Francis Ford Coppola. Ha sido lanzado en formato VHS por Prism Entertainment y en formato DVD por American Zoetrope.
La historia de Henderson "Silencio" ("Hush") fue adaptada como un episodio de la serie de televisión de George A. Romero Historias del más allá (Tales from the Darkside). El episodio se emitió por primera vez en 1988.

## Premios
Henderson fue nominada a un premio Hugo en 1959 por su relato "Cautiverio" ("Captivity"). Sus libros estuvieron agotados durante mucho tiempo hasta el lanzamiento en 1995 de Ingathering: The Complete People Stories, publicado por New England Science Fiction Association Press. Ingathering fue finalista del segundo lugar en el Premio Locus a la Mejor Colección de 1996.